# The Man (película)
The Man (conocida en Hispanoamérica como Detective por error y en España como El jefe) es una película estadounidense de comedia y crimen de 2005, protagonizada por Samuel L. Jackson, Eugene Levy y Miguel Ferrer. El filme estuvo dirigido por Les Mayfield.

## Argumento
Un agente federal resulta muerto y un duro agente encubierto, conocido como Derrick Vann (Samuel L. Jackson), va a iniciar un operativo para recuperar el robo de armas y encontrar a los asesinos.
Por su parte, Andy Fiddler (Eugene Levy) es un dentista que está por partir hacia una conferencia. Cuando llega a su destino, extrañamente, Kane (el asesino) (Luke Goss), lo confunde con un colega suyo y le entrega un arma.
Vann justo estaba ahí y lo arresta por posesión de armas. Andy se declara inocente y de ahí en más lo toman como ayudante para el operativo.

## Reparto
- Samuel L. Jackson... Derrick Vann
- Eugene Levy... Andy Fiddler
- Luke Goss... Joey / Kane
- Miguel Ferrer... Agente Peters
- Susie Essman... Teniente Rita Carbone
- Anthony Mackie... Booty
- Gigi Rice... Susan
- Rachael Crawford... Dara Vann
- Philip Akin... Second I.A. Agent
- Christopher Murray... Homeless Man
- Joel S. Keller... Laptop Guy (acreditado como Joel Keller)
- John Hemphill... Ted

- Datos: Q1754344